# Рафаел Лемкин
Рафаел Лемкин, (пољ. Rafał Lemkin; 24. јун 1900 — Њујорк, 28. август 1959) био је адвокат пољско-јеврејског поријекла, најпознатији по ковању ријечи геноцид и као иницијатор Конвенције о геноциду. Лемкин је сковао ријеч геноцид 1943. или 1944. године од ријечи генос (грч.  — „породица, племе или раса”) и ацидере (лат.  — „убити”).